# Alcyon
| Alcyon uit 1904      |
| Alcyon 2 pk uit 1906 |

Alcyon is een historisch Frans merk van fietsen en motorfietsen, in 1903 opgericht door Edmond Gentil, een ex-medewerker van Peugeot. Het bedrijf behoorde jarenlang tot de grootste Franse fabrieken en was eigenaar van diverse merken. De bedrijfsnaam was Ets. Gentil et Cie, later Société des Motos Alcyon. Het bedrijf was aanvankelijk gevestigd te Neuilly-sur-Seine, en later in Courbevoie.
Edmond Gentil werkte bij Peugeot, waar hij in opdracht van constructeur Emile Amstoutz motorfietsen prepareerde voor de race Parijs-Madrid van 1903. Deze werden echter onder de naam Griffon ingezet, om problemen te voorkomen tussen de beide Peugeot bedrijven les fils de Peugeot frères en S.A. des Autmobiles Peugeot. Peugeot besloot het merk Griffon in een afzonderlijke fabriek in Courbevoie te produceren, en Gentil wilde daar directeur worden. Toen dat niet gebeurde nam hij verschillende medewerkers mee en richtte zijn eigen bedrijf op.
Aanvankelijk produceerde het bedrijf fietsen. In 1903 al 3.000 stuks en in 1909 was dit aantal al opgelopen naar 40.000 stuks. Nadat al een tweede fabriek in Courbevoie was geopend, werd in 1904 de eerste motorfiets geleverd. Alcyon werkte aanvankelijk samen met Zedel. Toen deze Zwitserse fabrikant van inbouwmotoren in 1906 een fabriek in Frankrijk opende, had Alcyon daar een groot belang in. In 1907 sloot Zedel zijn fabriek in Saint Aubin en werd Alcyon volledig eigenaar van Zedel.
Daarom zijn Alcyon motorfietsen vrijwel altijd uitgerust met Zedel en Zürcher inbouwmotoren. Men bouwde al snel V-twins en vóór de Eerste Wereldoorlog al paralleltwins. In de jaren twintig nam Alcyon de merken Labor, Thomann, Olympique, La Française-Diamant, Armor en Lapize over. In deze periode werden tweetaktmotoren van 98- tot 248 cc gebouwd en viertaktmotoren van 173 tot 498 cc. 1925 was waarschijnlijk het enige jaar dat JAP motoren werden ingebouwd.
In 1926 werd Alcyon Italia opgericht. Deze fabriek in Turijn assembleerde enkele jaren de Franse modellen voor de Italiaanse markt.
De Alcyon Gentile tricycle uit 1936 was een eigen ontwikkeling van Edmond Gentil. Dit was een bijzonder voertuig, met een 250 cc zijklepmotor die boven het voorwiel was gemonteerd en dit rechtstreeks via een ketting aandreef. Eigenlijk was de productie van tricycles destijds allang gestaakt, maar Gentil dacht dat er in de crisistijd toch een markt voor was. Dit bleek een vergissing.
Na 1945 concentreerde Alcyon Italia zich op moderne twee- en viertakten tot 248 cc, met name op lichte (bromfiets-) en scootermodellen. Motoren werden gedeeltelijk door AMC (Alcyon-AMC), Zürcher en VAP geleverd. Halverwege de jaren vijftig werd het bedrijf ingelijfd door het Peugeot-concern. In 1958 fuseerde Alcyon met Lucer, waarna alleen nog bromfietsen werden gemaakt. Tussen 1966 en 1970 werd de productie beëindigd.

## Auto's
Tussen 1906 en 1928 produceerde het merk Alcyon lichte autootjes met enkele cilinder of een tweecilinder boxermotor.

## Trophée Gentil
Ter nagedachtenis aan het overlijden van de oprichter van Alcyon werd in 1947 de Trophée Gentil in het leven geroepen. Deze werd uitgereikt aan de wielrenner die een speciale prestatie had bewerkstelligd. Europese nationale wielerbonden brachten hun stem uit en de prijs werd uitgereikt aan de renner die minstens 70% van de stemmen verwierf, deze stemming vond plaats in februari van het jaar dat volgde. De renner met de meeste stemmen won een beeld dat gemaakt werd door de kunstenaar Carlo Sarrabezolles. De prijs werd uitgereikt voor de jaren 1946 en 1963, met uitzondering van 1951. De Fransman Jacques Anquetil won de prijs het vaakst; in de jaren 1953, 1960 en 1963.
| Jaar | Land                | Naam                                       |
| ---- | ------------------- | ------------------------------------------ |
| 1946 | België              | Émile Masson                               |
| 1947 | Italië              | Fausto Coppi                               |
| 1948 | België              | Briek Schotte                              |
| 1949 | Verenigd Koninkrijk | Reginald Harris                            |
| 1950 | Zwitserland         | Ferdi Kübler Hugo Koblet                   |
| 1951 | niet uitgereikt     | niet uitgereikt                            |
| 1952 | Italië              | Fausto Coppi                               |
| 1953 | Frankrijk           | Jacques Anquetil                           |
| 1954 | Frankrijk           | Louison Bobet                              |
| 1955 | België              | Stan Ockers                                |
| 1956 | Italië              | Ercole Baldini                             |
| 1957 | Frankrijk           | Roger Rivière                              |
| 1958 | Luxemburg           | Charly Gaul                                |
| 1959 | België              | Rik Van Looy                               |
| 1960 | Frankrijk           | Jacques Anquetil                           |
| 1961 | Frankrijk           | Jean Jourden Henri Belena Jacques Gestraud |
| 1962 | Nederland           | Jo de Roo                                  |
| 1963 | Frankrijk           | Jacques Anquetil                           |